# Швейцарський франк
Швейца́рський франк (код валюти згідно з ISO 4217: CHF, символ: ₣ або Fr.) — офіційна валюта Швейцарії та Ліхтенштейну. Емісійний інститут — Національний банк Швейцарії.
Сьогодні в Європі лише швейцарська валюта носить назву франк. На чотирьох офіційних мовах Швейцарії назва звучить так: Franken (німецькою), franc (французькою та романшською) та franco (італійською). Одна сота частина франка називається Rappen (Rp.) німецькою, centime (c.) французькою, centesimo (ct.) італійською та rap (rp.) романшською. На сьогодні в обігу перебувають монети номіналом 5, 10, 20 рапенів/чентезимо/сантимів та 1/2, 1, 2, 5 франків і банкноти в 10, 20, 50, 100, 200 та 1000 франків.
Швейцарський франк відомий міцністю валютного курсу, і через це є популярною валютою накопичення. Попри невеликі розміри країни-емітента, він посідає восьме місце у світі за обсягами торгівлі та розмірами міжнародних валютних резервів.

## Історія
Швейцарський франк з'явився в 1850 році і за вартістю дорівнював французькому франку. Він замінив різноманітні валюти швейцарських кантонів, деякі з них до того часу використовували франк (ділився на 10 баценів чи 100 сантимів), який за вартістю дорівнював 1,5 французького франка.
До 1850 року виготовленням монет у Швейцарії займалися більш ніж 75 різних установ, включаючи 25 кантонів і напівкантонів, 16 міст, абатств. В обігу перебувало близько 860 видів різних за вартістю і номіналом монет. Більше того, 1850 року національні валюти становили лише 15 % від загальної кількості грошей в обігу, решта це були іноземні валюти, які були привезені купцями. На додачу до цього деякі приватні банки почали випускати перші банкноти. Загальна кількість монет і банкнот, що перебували в обігу, сягала 8 000. Це створювало дуже багато проблем.
Для того, щоб вирішити цю проблему, у новій Швейцарській федеральній конституції 1848 року було прописано, що новостворений Федеральний уряд буде єдиним у Швейцарії, хто випускатиме гроші. Через два роки вийшов федеральний закон про монетну систему, який ухвалено федеральними зборами 7 травня 1850 року, згідно з яким франк став єдиною офіційною грошовою одиницею в Швейцарії.
1865 року Франція, Бельгія, Італія та Швейцарія об'єдналися в Латинський монетний союз і домовились обмінювати свої національні валюти у співвідношенні 4,5 грами срібла за 0,290322 грами золота. Пізніше встановлено співвідношення валют лише до золота (Золотий стандарт). Навіть після того, як монетний союз втратив свою силу в 1920-х роках і перестав існувати в 1927, Швейцарія дотримувалася цього співвідношення аж до 1967 року.
У XX столітті швейцарський франк традиційно відносився до валют податкових гаваней чи офшорних зон, з рівнем інфляції близьким до нуля і законодавчо закріпленими золотовалютними запасами на рівні мінімум 40 %. Проте, цю прив'язку до золота, що була впроваджена в 1920-х роках, скасовано в 2000 році у зв'язку з поправками до швейцарської конституції. Також на початку 2000-х, у рамках домовленостей з Європейським Союзом, послаблено банківську таємницю в швейцарських банках та активізовано обмін податковою інформацією з країнами ЄС.
Швейцарський франк протягом усієї своєї історії залишався одним з «найтвердіших» за курсом серед усіх валют у Європі та світі. Девальвація франка була зафіксована тільки 27 вересня 1936 року і була викликана Великою депресією, коли франк знецінився на 30 % слідом за англійським фунтом, доларом США і французьким франком. У другій половині XX століття швейцарський франк залишався й надалі одним з «найтвердіших» у світі — поряд з японською єною, а на початку 2000-х він випередив і єну.
Значне одномоментне зміцнення швейцарського франку відбулося 15 січня 2015 року. Воно було викликане захисними діями центробанку Швейцарії у відповідь на ризики від боргової кризи в єврозоні. Тоді франк виріс відносно всіх валют світу на 20-30 %.

## Монети
Монети швейцарського франку карбуються Швейцарським монетним двором. Сьогодні в обігу перебувають монети номіналом в 5, 10, 20 рапенів/чентезимо/сантимів та 1/2, 1, 2 та 5 франків. Раніше випускалися також монети номіналом в 1 (до 2006 року) та 2 (до 1977 року) рапенів/чентезимо/сантимів.
| Зображення | Номінал    | Діаметр  | Вага   | Гурт                                               | Матеріал                                                         |
| ---------- | ---------- | -------- | ------ | -------------------------------------------------- | ---------------------------------------------------------------- |
|            | 5 рапенів  | 17.15 мм | 1.8 г  | гладенький                                         | алюмінієва бронза                                                |
|            | 10 рапенів | 19.15 мм | 3 г    | гладенький                                         | мельхіор                                                         |
|            | 20 рапенів | 21.05 мм | 4 г    | гладенький                                         | мельхіор                                                         |
|            | 1/2 франка | 18.20 мм | 2.2 г  | ребристий                                          | мельхіор                                                         |
|            | 1 франк    | 23.20 мм | 4.4 г  | ребристий                                          | мельхіор                                                         |
|            | 2 франки   | 27.40 мм | 8.8 г  | ребристий                                          | мельхіор                                                         |
|            | 5 франків  | 31.45 мм | 13.2 г | випуклий наднапис «DOMINUS PROVIDEBIT» та 13 зірок | мельхіор                                                         |
| ☢          | 10 франків | 33.00 мм | 15.0 г | ребристий                                          | Біметал: центр - мідно-нікелевий сплав, кільце - алюміній-бронза |

Нерегулярно випускаються ювілейні та тематичні пам'ятні монети, зазвичай номіналом 10, 20 та 50 франків, наприклад:
| Зображення | Номінал    | Діаметр  | Вага   | Гурт      | Матеріал                                                        | Рік випуску | Опис                           |
| ---------- | ---------- | -------- | ------ | --------- | --------------------------------------------------------------- | ----------- | ------------------------------ |
|            | 10 франків | 32.85 мм | 15 г   | ребристий | біметалеві, центр — мідно-нікелевий, кільце — алюмінієва бронза | 2005        | Гора Юнгфрау                   |
|            | 10 франків | 32.85 мм | 15 г   | ребристий | біметалева, центр — мідно-нікелевий, кільце — алюмінієва бронза | 2009        | Швейцарський національний парк |
|            | 20 франків | 33 мм    | 20 г   | напис     | срібло                                                          | 2007        | Фортеця «Мунот»                |
|            | 50 франків | 25 мм    | 11.2 г | напис     | золото                                                          | 2004        | Гора Маттергорн                |

## Банкноти
З 1995 року випускалися банкноти восьмої серії. Порівняно з попередньою серією був припинений випуск 500-франкових і започаткований випуск 200-франкових банкнот. Таким чином, на сьогодні випускаються банкноти номіналом 10, 20, 50, 100, 200 і 1000 франків. Усі банкноти сьомої серії можна було обміняти у відділеннях Національного банку Швейцарії до 30 квітня 2020 року.
Нижче наведено опис восьмої серії банкнот.
| Аверс | Реверс | Номінал      | Розмір      | Домінуюючий колір | Лицева сторона       | Дата відкликання |
| ----- | ------ | ------------ | ----------- | ----------------- | -------------------- | ---------------- |
|       |        | 10 франків   | 126 × 74 мм | жовтий            | Ле Корбюзьє          | 2021             |
|       |        | 20 франків   | 137 × 74 мм | Червоний          | Артур Онеґґер        | 2021             |
|       |        | 50 франків   | 148 × 74 мм | зелений           | Софі Тойбер-Арп      | 2021             |
|       |        | 100 франків  | 159 × 74 мм | блакитний         | Альберто Джакометті  | 2021             |
|       |        | 200 франків  | 170 × 74 мм | коричневий        | Шарль Фердинанд Рамю | 2021             |
|       |        | 1000 франків | 181 × 74 мм | фіолетовий        | Якоб Буркгардт       | 2021             |

Починаючи з 2016 року вводиться нова дев'ята серія банкнот. Ескіз до банкнот створила швейцарська художниця і дизайнерка Мануела Пфрундер (Manuela Pfrunder). Однією з особливостей нових банкнот стало те, що між двома шарами спецпаперу вбудовується особливий прозорий пластиковий шар, який має ускладнити роботу фальшивомонетникам. Виведення з обігу старих банкнот буде проводитися поступово, у міру їхньої зношеності.
6 квітня 2016 року була представлена нова банкнота в 50 франків (введення в обіг відбулося 12 квітня). На банкноті розміщено зображення художниці Софі Тойбер-Арп. 5 травня 2017 відбулася презентація нової купюри в 20 франків (введення в обіг 17 травня). 18 жовтня 2017 — нової купюри в 10 франків, 15 серпня 2018—200 франків, 6 березня 2019—1000 франків, 12 вересня 2019—100 франків.
| Аверс | Реверс | Номінал      | Розмір      | Домінуюючий колір | Дата випуску    |
| ----- | ------ | ------------ | ----------- | ----------------- | --------------- |
|       |        | 10 франків   | 123 × 70 мм | жовтий            | 18 жовтня 2017  |
|       |        | 20 франків   | 130 × 70 мм | Червоний          | 17 травня 2017  |
|       |        | 50 франків   | 137 × 70 мм | зелений           | 12 квітня 2016  |
|       |        | 100 франків  | 144 × 70 мм | блакитний         | 12 вересня 2019 |
|       |        | 200 франків  | 151 × 70 мм | коричневий        | 22 серпня 2018  |
|       |        | 1000 франків | 158 × 70 мм | фіолетовий        | 6 березня 2019  |

## Швейцарський франк як резервна валюта
На початок XXI століття швейцарський франк займає восьме місце у світі за часткою в іноземних валютних резервах центробанків різних країн та обсягами торгівлі на міжнародному валютному ринку. Це викликано насамперед міцністю обмінного курсу швейцарської валюти. Також позитивно впливає дуже висока розвиненість та стійкість економіки Швейцарії, зокрема її фінансового сектору. Однак зазвичай на франк припадає не більше 0,3 % від загальносвітових валютних резервів центральних банків різних країн, що пояснюється невеликими розмірами країни і, відповідно, економіки (за розміром номінального ВВП Швейцарія у 2018 році займала 20-те місце у світі). З іншого боку слід зазначити, що швейцарський франк як резервна валюта є більш популярним серед приватних осіб (головним чином в країнах Європи), аніж в інституціях та компаніях. На підтвердження того виступає статистика Банку міжнародних розрахунків щодо обсягів торгівлі валют на міжнародному валютному ринку, у якій на швейцарський франк, станом на квітень 2019 року, припадала частка у 5 %.
Див. детальніше: Найпоширеніші валюти у світі.
|                        | 2023 | 2022    | 2021    | 2020    | 2019    | 2018    | 2017    | 2016    | 2015    | 2014    | 2013    | 2012    | 2011    | 2010    | 2009    | 2008    | 2007    | 2006    | 2005    | 2004    | 2003    | 2002    | 2001    | 2000    | 1999    | 1998    | 1997    | 1996    | 1995    | 1984   | 1983   | 1982   | 1980   | 1976   | 1972   | 1970   |
| Долар США              | 58,44 % | 58,52 % | 58,80 % | 58,92 % | 60,75 % | 61,76 % | 62,73 % | 65,36 % | 65,75 % | 65,17 % | 61,28 % | 61,50 % | 62,69 % | 62,24 % | 62,15 % | 63,77 % | 63,87 % | 65,04 % | 66,51 % | 65,51 % | 65,45 % | 66,50 % | 71,51 % | 71,13 % | 71,01 % | 69,28 % | 65,10 % | 61,98 % | 58,96 % | 65,8 % | 68,5 % | 68,4 % | 67,2 % | 76,6 % | 78,6 % | 77,2 % |
| Євро                   | 19,94 % | 20,37 % | 20,59 % | 21,29 % | 20,59 % | 20,67 % | 20,17 % | 19,14 % | 19,15 % | 21,21 % | 24,21 % | 24,07 % | 24,44 % | 25,76 % | 27,70 % | 26,21 % | 26,13 % | 24,99 % | 23,89 % | 24,68 % | 25,03 % | 23,65 % | 19,18 % | 18,29 % | 17,90 % |         |         |         |         |        |        |        |        |        |        |        |
| Німецька марка         | |         |         |         |         |         |         |         |         |         |         |         |         |         |         |         |         |         |         |         |         |         |         |         |         | 13,79 % | 14,48 % | 14,67 % | 15,75 % | 12,1 % | 11,2 % | 12,4 % | 14,8 % | 8,8 %  | 4,6 %  | 1,9 %  |
| Японська єна           | 5,69 % | 5,54 %  | 5,52 %  | 6,03 %  | 5,87 %  | 5,19 %  | 4,90 %  | 3,95 %  | 3,75 %  | 3,55 %  | 3,82 %  | 4,09 %  | 3,61 %  | 3,66 %  | 2,90 %  | 3,47 %  | 3,18 %  | 3,46 %  | 3,96 %  | 4,28 %  | 4,42 %  | 4,94 %  | 5,04 %  | 6,06 %  | 6,37 %  | 6,24 %  | 5,77 %  | 6,71 %  | 6,77 %  | 5,4 %  | 4,7 %  | 4,6 %  | 4,3 %  | 2,1 %  | 0,1 %  |        |
| Британський фунт       | 4,86 % | 4,90 %  | 4,81 %  | 4,73 %  | 4,64 %  | 4,43 %  | 4,54 %  | 4,35 %  | 4,72 %  | 3,70 %  | 3,99 %  | 4,04 %  | 3,84 %  | 3,94 %  | 4,25 %  | 4,22 %  | 4,82 %  | 4,52 %  | 3,75 %  | 3,49 %  | 2,86 %  | 2,92 %  | 2,70 %  | 2,75 %  | 2,89 %  | 2,66 %  | 2,58 %  | 2,68 %  | 2,11 %  | 2,8 %  | 2,6 %  | 2,4 %  | 2,9 %  | 1,9 %  | 7,1 %  | 10,4 % |
| Канадський долар       | 2,59 % | 2,39 %  | 2,38 %  | 2,08 %  | 1,86 %  | 1,84 %  | 2,03 %  | 1,94 %  | 1,78 %  | 1,75 %  | 1,83 %  | 1,43 %  |         |         |         |         |         |         |         |         |         |         |         |         |         |         |         |         |         |        |        |        |        |        |        |        |
| Китайський юань        | 2,29 % | 2,61 %  | 2,80 %  | 2,29 %  | 1,94 %  | 1,89 %  | 1,23 %  | 1,08 %  |         |         |         |         |         |         |         |         |         |         |         |         |         |         |         |         |         |         |         |         |         |        |        |        |        |        |        |        |
| Австралійський долар   | 2,14 % | 1,97 %  | 1,84 %  | 1,83 %  | 1,70 %  | 1,63 %  | 1,80 %  | 1,69 %  | 1,77 %  | 1,60 %  | 1,82 %  | 1,46 %  |         |         |         |         |         |         |         |         |         |         |         |         |         |         |         |         |         |        |        |        |        |        |        |        |
| Французький франк      | |         |         |         |         |         |         |         |         |         |         |         |         |         |         |         |         |         |         |         |         |         |         |         |         | 1,62 %  | 1,44 %  | 1,85 %  | 2,35 %  | 1,0 %  | 1,1 %  | 1,3 %  | 1,7 %  | 1,6 %  | 0,9 %  | 1,1 %  |
| Швейцарський франк     | 0,20 % | 0,23 %  | 0,17 %  | 0,17 %  | 0,15 %  | 0,14 %  | 0,18 %  | 0,16 %  | 0,27 %  | 0,24 %  | 0,27 %  | 0,21 %  | 0,08 %  | 0,13 %  | 0,12 %  | 0,14 %  | 0,16 %  | 0,17 %  | 0,15 %  | 0,17 %  | 0,23 %  | 0,41 %  | 0,25 %  | 0,27 %  | 0,23 %  | 0,33 %  | 0,35 %  | 0,30 %  | 0,33 %  | 2,0 %  | 2,3 %  | 2,7 %  | 3,2 %  | 2,2 %  | 1,0 %  | 0,7 %  |
| Нідерландський гульден | |         |         |         |         |         |         |         |         |         |         |         |         |         |         |         |         |         |         |         |         |         |         |         |         | 0,27 %  | 0,35 %  | 0,24 %  | 0,32 %  |        |        |        |        |        |        |        |
| Інші                   | 3,85 % | 3,48 %  | 3,09 %  | 2,65 %  | 2,51 %  | 2,45 %  | 2,43 %  | 2,33 %  | 2,82 %  | 2,78 %  | 2,78 %  | 3,20 %  | 5,33 %  | 4,27 %  | 2,88 %  | 2,20 %  | 1,83 %  | 1,81 %  | 1,74 %  | 1,87 %  | 2,01 %  | 1,58 %  | 1,31 %  | 1,49 %  | 1,60 %  | 4,50 %  | 3,86 %  | 4,48 %  | 4,87 %  | 10,9 % | 9,6 %  | 8,2 %  | 5,9 %  | 6,8 %  | 7,7 %  | 8,7 %  |
|                        | Джерела: World Currency Composition of Official Foreign Exchange Reserves Міжнародний валютний фонд (1995-2023), The evolution of reserve currency diversification, December 1986 Банк міжнародних розрахунків (1970-1984) |         |         |         |         |         |         |         |         |         |         |         |         |         |         |         |         |         |         |         |         |         |         |         |         |         |         |         |         |        |        |        |        |        |        |        |

## Валютний курс
Після скасування Бреттон-Вудської валютної системи в 1971 році і по сьогодні у Швейцарії використовується режим вільно плаваючого валютного курсу. Виняток становить тільки відрізок з 2011 по 2015 рік, коли фактично існувала прив'язка франка до Євро.
Швейцарський франк відомий міцністю валютного курсу, так з 1960 по 2019 рік він виріс відносно усіх головних валют світу:
- відносно японської єни на 35 %;
- долара США на 347 %;
- канадського долара на 511 %;
- австралійського долара на 613 %;
- шведської крони на 703 %;
- британського фунта стерлінгів на 849 %.[7]

Відносно Євро з 1999 (коли він був запроваджений) по 2019 рік франк виріс на 48 %.. Відносно валют-попередників євро швейцарський франк також був найтвердішою валютою. Так, з 1960 по 1998 рік він зміцнів відносно:
- німецької марки на 26 %;
- австрійського шилінга на 43 %;
- нідерландського гульдена на 57 %;
- бельгійського франка на 116 %;
- французького франка на 260 %;
- іспанської песети на 647 %;
- італійської ліри на 740 %.[9]

Єдиними широко вживаними фінансовими активами (але не валютами), відносно яких швейцарський франк знецінився, є золото та срібло. Номінальні ціни на ці метали у франках з 1960 по 2019 рік збільшилися на 863 % та 339 % відповідно.
Починаючи з 1999 року, на вартість швейцарського франка великою мірою впливає вартість євро, оскільки на країни Єврозони припадає значна частина зовнішньої торгівлі Швейцарії. Другим важливим фактором є репутація у світі швейцарського франка як надійної валюти-сховища у часи різних економічних потрясінь. У такі періоди (як наприклад фінансова криза 2008 року або послідувана після неї боргова криза в єврозоні) попит на валюту (і відповідно її обмінний курс) росте.

### Прив'язка до євро
З 2003 року курс швейцарського франка відносно євро коливався в діапазоні 1,5-1,6 CHF за євро. 6 вересня 2011 року, після масштабного зміцнення франка на валютному ринку, коли валюта оновлювала історичні максимуми до всіх валют світу, насамперед до євро, через масовий притік до Швейцарії європейських грошей від загроз боргової кризи в єврозоні, Національний банк Швейцарії провів ряд інтервенцій з ослаблення франка та повідомив, що не допустить подальшого зміцнення франка менш ніж 1,20 франка за євро.
15 січня 2015 року, о 09:30 за місцевим часом, центробанк, несподівано для валютного ринку, повідомив про скасування валютного порога до євро, що протягом наступних 10 хвилин викликало небувале зростання франка до всіх валют світу на 20-30 %, до деяких з яких оновивши історичні максимуми, зокрема до євро, долара США, британського фунта стерлінгів, японської єни, а також викликавши загальне розбалансування всього валютного ринку, коли курси передусім провідних валют протягом цих же 10 хвилин були збиті як до франка, так і один до одного. Після стрибка на ринку, франк протягом двох днів коригувався, ринок шукав справедливу ціну валюти. Несподівана новина також відбилася на фондовому ринку, на вартості акцій швейцарських експортно-орієнтованих компаній, переважно, зниженням, як, наприклад, Nestlé на 6,20 %, Hoffmann-La Roche на 8,62 %, Novartis на 8,68 %, а провідний національний фондовий індекс Swiss Market Index на 8,67 %, падіння наступного дня продовжилися.
Оскільки до цієї події не було передумов для скасування порога франка до євро, більша частина фондового ринку, а саме інвестфонди, банки, брокери та трейдери мали на цей момент відкриті позиції проти франка і через небувалу волатильність за всю історію валютного ринку, зазнали збитків, а низка фінансових установ і зовсім визнали себе неплатоспроможними перед своїми контрагентами та клієнтами, як, наприклад, британський форекс-брокер Alpari UK, американський FXCM та новозеландський Excel Markets. Рух котирувань франка був настільки швидким та несподіваним, що дилери просто не встигали встановлювати курс, через що постачальники брокерських послуг були змушені зупинити торги валютою, а утримувачі відкритих позицій по франку масово їх намагалися закрити, через що виникли перебої в роботі постачальників послуг, як, наприклад, німецького Deutsche Bank. Ринок назвав цю подію «Швейцарським шоком», а його довіру до національного банку було підірвано, оскільки всього за тиждень до події один із представників центробанку відкрито запевнив, що політика центробанку з приводу порога до євро мінятися не буде.
Зміцнення швейцарського франка стало великим тягарем для тисяч позичальників банків у Центральній та Східній Європі. Приблизно 550 тисяч іпотечних позик у Польщі, 150 тисяч у Румунії, 60 тисяч у Хорватії та 22 тисячі в Сербії було прив'язано до швейцарського франка через нижчі на той час відсоткові ставки. При тому, що доходи клієнти мали у їхніх національних валютах, які, разом з євро, знецінилися відносно франка. У підсумку таким позичальникам довелося виплачувати місячні платежі по кредитах у 1,5-1,6 рази більші ніж розраховували вони на це коли брали їх. На думку економістів, закономірно, що подібне трапилося саме у Східній Європі. Тут громадяни менш поінформовані про фінанси і вкрай незадовільно захищені державою. Також, можливо, багатьох клієнтів неповною мірою проконсультували, не згадавши про можливі валютні ризики.
У 2018 році, за три роки після скасування прив'язки, курс франка відносно євро повернувся до показників початку 2015 року. Це відбулося на тлі стабілізації фінансової ситуації у Єврозоні.

### Поточний курс
Станом на 25 березня 2025, валютний курс швейцарського франка (за даними ЄЦБ, МВФ та НБУ) становить 0,955 франка за 1 євро (1,047 євро за 1 франк), 0,8822 франка за 1 долар США (1,134 долара США за 1 франк) та 0,02118 франка за 1 гривню (47,21 гривень за 1 франк).

## Цікаві факти
- Монета номіналом у 10 швейцарських рапенів/чентезимо/сантимів є найстарішою у світі серед тих, що й досі перебувають в обігу в своєму незмінному дизайні. Її дизайн незмінюється з 1879 року — змінюється тільки дата випуску.[19]
- Швейцарські банкноти — єдині на сьогодні в світі гроші, на яких зображення розташовані вертикально, а не горизонтально.[5]
- Банкнота номіналом у 1000 швейцарських франків є другою в рейтингу найдорожчих банкнот у світі (після банкноти номіналом 10 тис. сінгапурських доларів). Цікаво, що на банкноти цього номіналу припадає близько 60 % вартості усієї готівкової маси швейцарських грошей, що перебувають в обігу і які, притому, майже не використовуються в повсякденних розрахунках. Вони натомість є зручним засобом зберігання заощаджень і, на думку експертів, більшість з них належать особам, що проживають за межами Швейцарії.[20]

| Вартість готівкової маси швейцарських монет і банкнот, станом на березень 2010 року (у млн. франків) | Вартість готівкової маси швейцарських монет і банкнот, станом на березень 2010 року (у млн. франків) | Вартість готівкової маси швейцарських монет і банкнот, станом на березень 2010 року (у млн. франків) | Вартість готівкової маси швейцарських монет і банкнот, станом на березень 2010 року (у млн. франків) | Вартість готівкової маси швейцарських монет і банкнот, станом на березень 2010 року (у млн. франків) | Вартість готівкової маси швейцарських монет і банкнот, станом на березень 2010 року (у млн. франків) | Вартість готівкової маси швейцарських монет і банкнот, станом на березень 2010 року (у млн. франків) | Вартість готівкової маси швейцарських монет і банкнот, станом на березень 2010 року (у млн. франків) | Вартість готівкової маси швейцарських монет і банкнот, станом на березень 2010 року (у млн. франків) |
| Монети                                                                                               | 10 франків                                                                                           | 20 франків                                                                                           | 50 франків                                                                                           | 100 франків                                                                                          | 200 франків                                                                                          | 500 франків                                                                                          | 1000 франків                                                                                         | Загалом                                                                                              |
| --- | --- | --- | --- | --- | --- | --- | --- | --- |
| 2 695,4                                                                                              | 656,7                                                                                                | 1 416,7                                                                                              | 1 963,0                                                                                              | 8 337,4                                                                                              | 6 828,0                                                                                              | 129,9                                                                                                | 27 637,1                                                                                             | 49 664,0                                                                                             |